# Bonaventura di Santa Caterina
Bonaventura di Santa Caterina, (in spagnolo: Buenaventura de Santa Catalina), al secolo Buenaventura Gavicaechevarría Guerricabeitia (Ajangiz, 14 luglio 1887 – Alcázar de San Juan, 26 luglio 1936), è stato un presbitero spagnolo dell'Ordine della Santissima Trinità. Venne fucilato dai repubblicani durante la guerra civile spagnola e venne beatificato come martire da papa Francesco nel 2013.

## Biografia
Buenaventura Gavicaechevarría Guerricabeitia è nato a Ajangiz (Spagna), nel 1887. All'età di 16 anni, il 19 luglio 1902, vestì l'abito trinitario, nel convento di Algorta. ed emise i voti semplici, sempre nello stesso convento, il 28 luglio 1903. Il 28 settembre 1906 fece la professione solenne a La Rambla. Si sa che fu ordinato sacerdote ma non è possibile ricavare altre notizie in quanto i documenti furono distrutti negli anni 1931-1936. Il 26 luglio 1936, dopo di essere stato torturato durante la sua prigionia, venne fucilato dai repubblicani durante la guerra civile spagnola, insieme ai suoi compagni di comunità Ermenegildo dell'Assunta, Francesco di San Lorenzo, Placido di Gesù, Antonio di Gesù e Maria e Stefano di San Giuseppe.

## Culto
Il 13 ottobre 2013, a Tarragona, il cardinale Angelo Amato, prefetto della Congregazione per le Cause dei Santi, ha beatificato, su mandato di papa Francesco, 522 martiri spagnoli, uccisi "in odium fidei" durante la guerra civile spagnola. Tra questi il gruppo dei sei martiri dell'Ordine della Santissima Trinità.
La Chiesa cattolica ha concesso la loro memoria liturgica il giorno 6 novembre. Nella chiesa della Santissima Trinità di Alcázar si trova la capella dove riposano le spoglie mortali dei martiri trinitari e quelle del laico Álvaro Santos Cejudo.